# Киселево (Грязовецкий район)
Киселево — деревня в Грязовецком районе Вологодской области.
Входит в состав Комьянского муниципального образования, с точки зрения административно-территориального деления — в Ведерковский сельсовет.
Расстояние до районного центра Грязовца по автодороге — 52 км, до центра муниципального образования Хорошево по прямой — 19 км. Ближайшие населённые пункты — Притыкино, Звягино, Великорецкий Липовик.
По переписи 2002 года население — 16 человек.
В советские годы существовала начальная школа.